# Paraclius laevis
Paraclius laevis är en tvåvingeart som beskrevs av Becker 1922. Paraclius laevis ingår i släktet Paraclius och familjen styltflugor. Inga underarter finns listade i Catalogue of Life.